# Бергерокактус
Бергерокактус (лат. Bergerocactus) — монотипный род растений семейства Кактусовые (Cactaceae) произрастающий на территории Мексики и США (Калифорния). На 2023 год, включает один вид — Bergerocactus emoryi.

## Название
Латинское родовое название Bergerocactus дано в честь немецкого ботаника Альвина Бергера (нем. Alwin Berger, 1871—1931).

## Ботаническое описание
Bergerocactus emoryi (Engelm.) Britton & Rose – суккулентное растение с мочковатыми корнями, цилиндрическими слабосегментированными стеблями, обычно сильно разветвленными у основания, размером 30-150 × 3-5 см, образующее заросли. Ребра 14-18 закругленные; сосочки уплощенные и нечеткие; ареолы на гребнях ребер на расстоянии 10 мм друг от друга, округлые, опушенные. Колючки по 30-45 на ареолу, имеют цвет от соломенного до коричневого. Радиальные колючки имеют длину 6-13 мм, центральных колючек на ареолу по 1-3, они достигают до 60 мм в длину и загибаются вниз.
Цветки дневные, появляются сбоку или верхушечно на стеблях, имеют воронкообразную форму с цветочной трубкой длиной 15-20 мм. Листочки околоцветника 12-20 мм длиной, наружные листочки околоцветника желтые с зелеными или красноватыми полосами посередине и на концах, обратноланцетовидные; внутренние листочки околоцветника желтые, от обратноланцетовидных до продолговатых. Завязь почти шаровидная, обычно без колючек. Плоды зеленые с красноватыми бугорками, шаровидные, размером 25-30 мм; мякоть красная. Семена черные, обратнояйцевидные, 2-3 мм, блестящие.

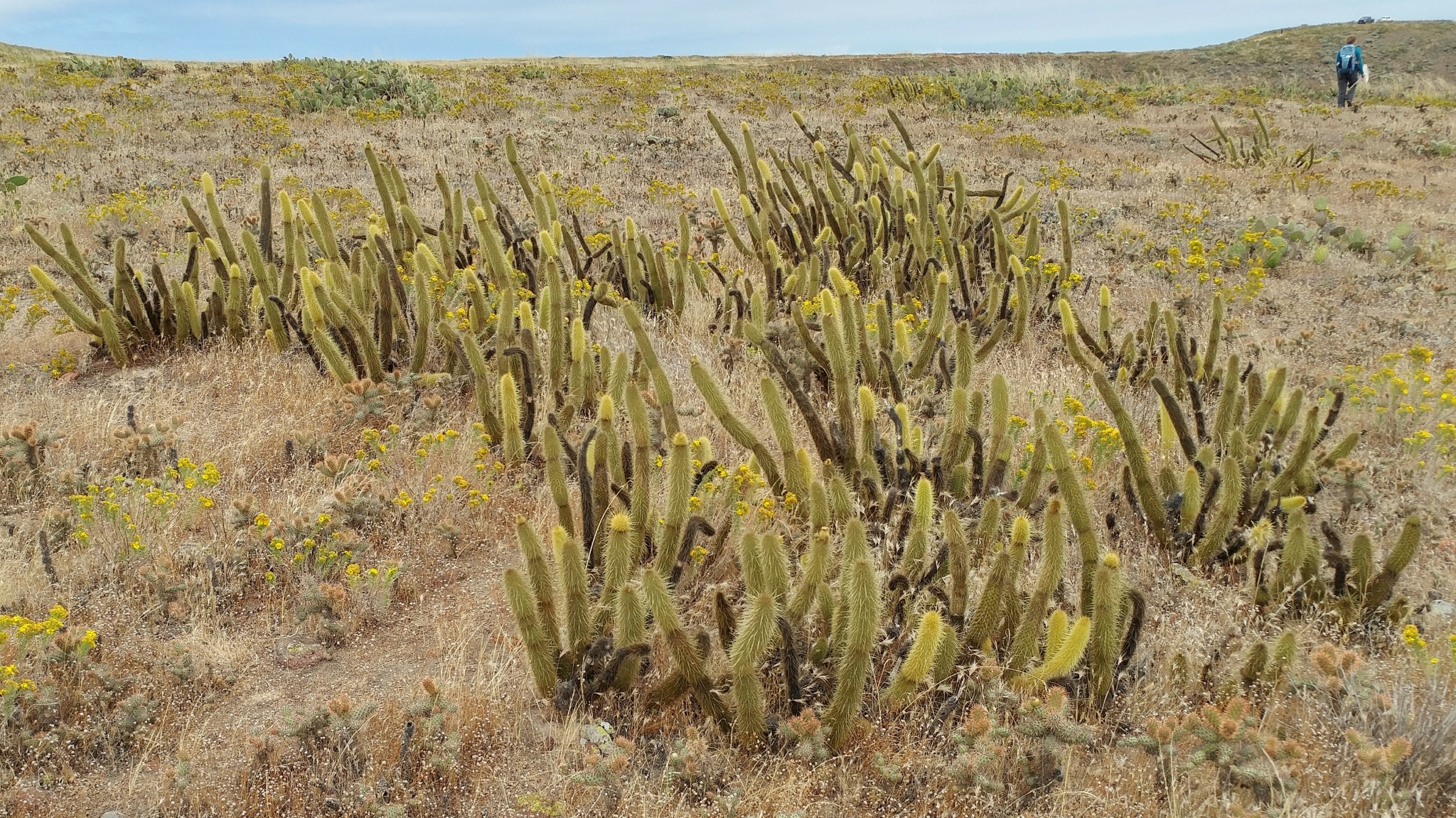
Заросли
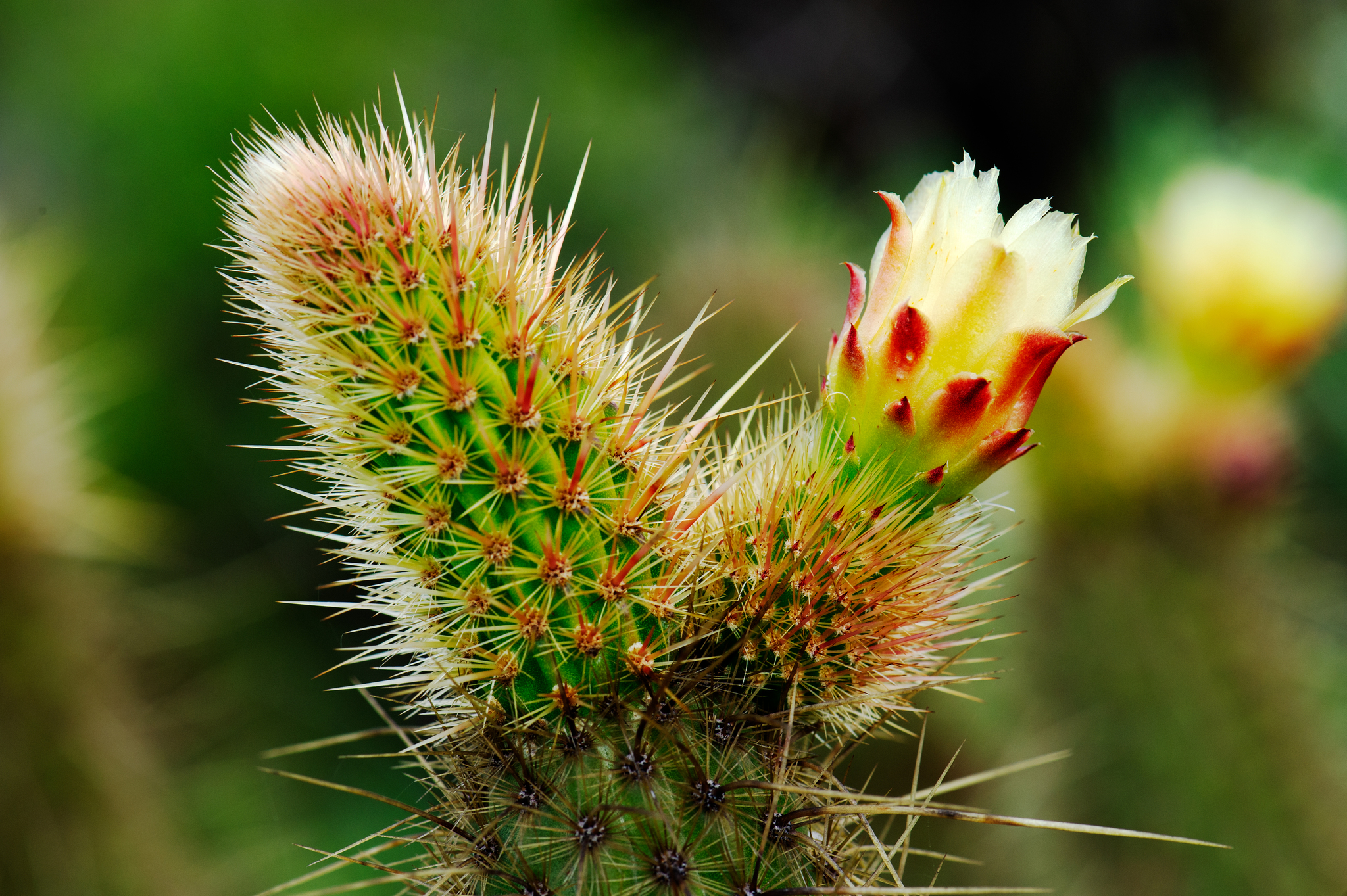
Цветение
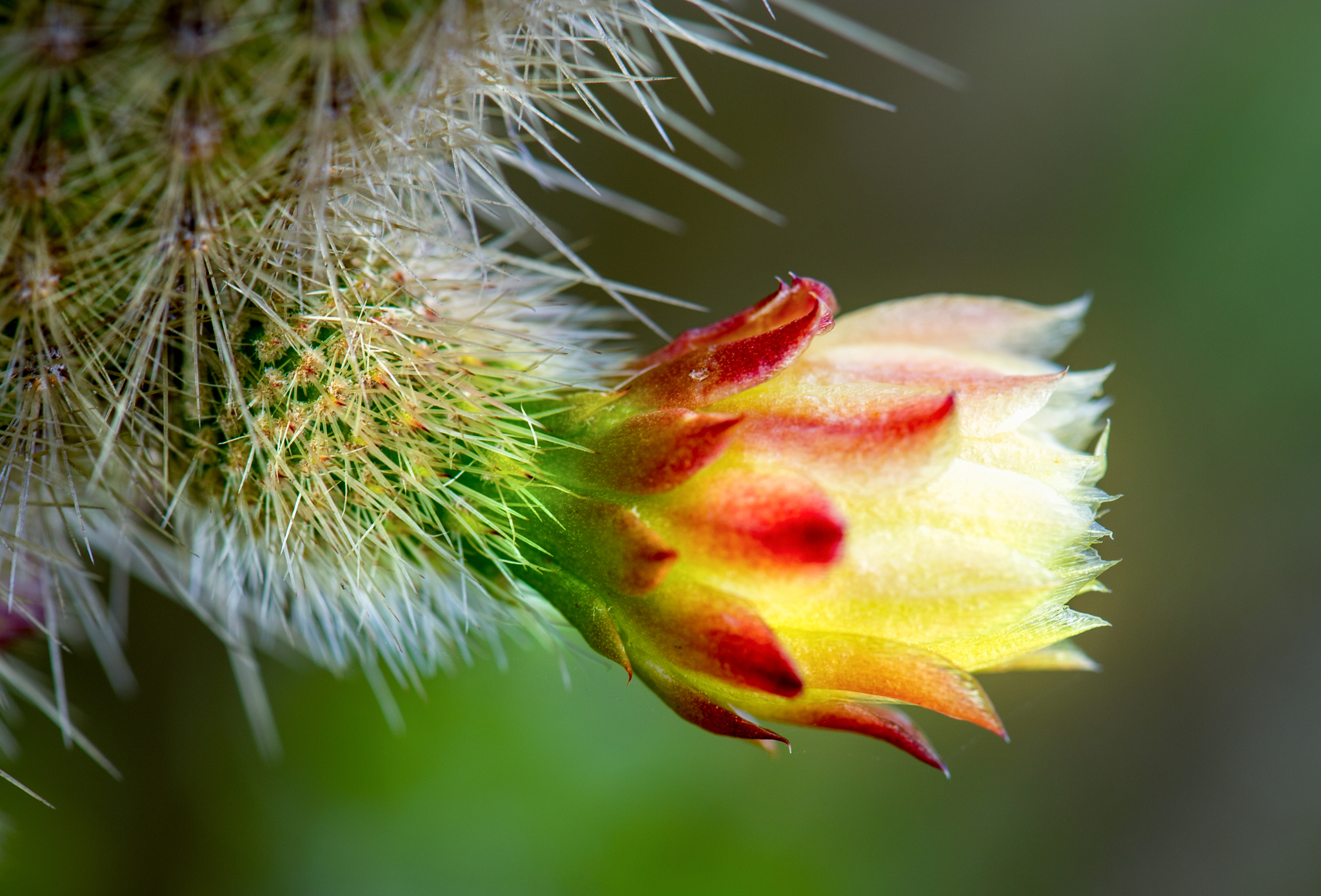
Цветок
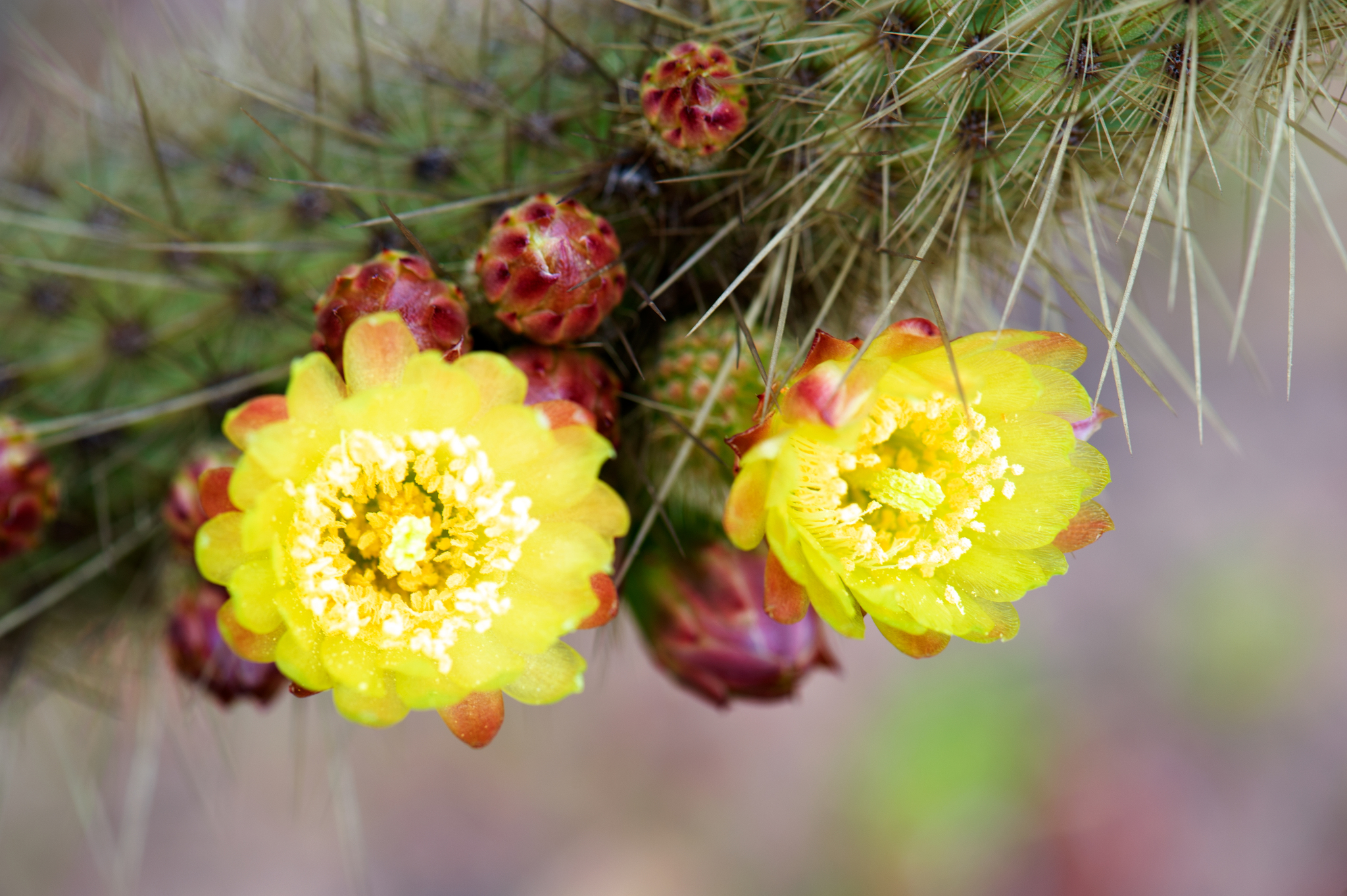
Цветки

## Распространение
Мексика и США (Калифорния). Произрастает в основном в биоме пустыни или кустарниковой степи.

## Таксономия
Bergerocactus Britton & Rose, первое упоминание в Contr. U.S. Natl. Herb. 12: 435 (1909).

### Виды
По данным сайта Plants of the World Online на 2023 год, род включает один подтвержденный вид:
- Bergerocactus emoryi (Engelm.) Britton & Rose

#### Синонимы (вида)
Гомотипные (основанные на одном и том же номенклатурном типе):
- Cactus emoryi (Engelm.) Lem. (1868)
- Cereus emoryi Engelm. (1852)